# Copidognathus reticulatus
Copidognathus reticulatus är en kvalsterart som först beskrevs av Édouard Louis Trouessart 1893.  Copidognathus reticulatus ingår i släktet Copidognathus och familjen Halacaridae. Arten är reproducerande i Sverige. Inga underarter finns listade i Catalogue of Life.